# Gabrijel od Žalosne Gospe
Sveti Gabrijel od Žalosne Gospe, rođen kao Francesco Possenti (Assisi, 1. ožujka 1838. – Isola del Gran Sasso d'Italia, 27. veljače 1862.), bio je talijanski katolički svetac, redovnički pripravnik pasionist, zaštitnik mladih, zajedno sa svetim Alojzijom Gonzagom.

## Život
Francesco Possenti bio je jedanaesto od trinaestoro djece iz obitelji višega srednjeg staleža. Godine 1841. rano mu je umrla majka, a odgajali su ga otac, trgovac i veleposlanik u Papinskoj državi, zajedno s braćom.
Francesco se s obitelji preselio u Spoleto i započeo studij filozofije u internatu i u isusovačkoj gimnaziji u tomu gradu. Nekoliko je puta osjetio svećenički poziv (dva puta tijekom ozbiljne bolesti, drugi nakon smrti jedne od njegovih starijih sestara), ali se nije odlučio za to iz različitih razloga. Dok je sudjelovao u marijanskoj procesiji, imao je viziju da se slika Blažene Djevice Marije pomaknula te je čuo glas: »Francesco, svijet više nije za tebe, čeka te vjerski život«, nakon čega se odlučio zarediti, unatoč prigovorima njegove obitelji, koja je to smatrala tinejdžerskim hirom.
Uspio je uvjeriti svoju obitelj u iskrenost svojih namjera pa je dobio službeno odobrenje oca i kao pasionistički pripravnik ušao u novicijat, uzevši ime Gabrijel od Žalosne Gospe. U kratkomu, ali plodnomu vremenu pirpreme za ređenje kao redovnik, Gabrijela je odlikovala pobožnost, neumorni život u molitvi i pokori, a prije svega ljubav prema Kristu i euharistiji.
Preminuo je u pasionističkomu samostanu Isola del Gran Sasso d'Italia u središnjoj Italiji od tuberkuloze, 1862. godine, prije negoli se uspio zarediti. Prema nekima, tijekom umiranja imao je viziju Blažene Djevice Marije.
Papa Pio XII. nazvao ga je »svetcem osmijeha«. 

## Kanonizacija
Possentiev školski drug, kasniji general reda pasionista, otac Franjo od Prežalosne, pokrenuo je postupak njegove beatifikacije 1891. godine. Papa Pio X. proglasio je Gabrijela blaženim 31. svibnja 1908. godine, a tomu je činu bio nazočan Gabrijelov brat Mihael i duhovnik o. Norbert. Papa Benedikt XV. proglasio ga je svetim 13. svibnja 1920. godine.

## Zagovor i štovanje
Njegove se relikvije danas čuvaju u modernomu svetištu uz stari samostan u istomu gradu u kojem je umro vrlo blizu grada Terama. Njegovo svetište godišnje posjeti oko dva milijuna hodočasnika pa je među 15 najposjećenijih kršćanskih svetišta na svijetu.
Proglašen je zaštitnikom talijanske katoličke mladeži (Katoličke akcije). Sveta Gemma Galgani smatrala je kako je ozdravila od teškoga meningitisa nakon zagovorne molitve sv. Gabrijelu od Žalosne Gospe. Zaštitnik je studenata, posebno sjemeništaraca, a neki ga smatraju i neslužbenim zaštitnikom snajperista, jer je Gabrijel zaslužan što je 1860. odvratio skupinu vojnih bjegunaca iz postrojbi Giuseppea Garibaldija na napad Isole del Gran Sasso d'Italia, zahvaljujući njegovoj vještini rukovanja oružjem, koju je stekao kao mladić prije negoli je odlučio postati redovnikom. Papa Ivan XXIII. proglasio ga je zaštitnikom talijanske pokrajine Abruzzo.